# Freddy Rincón
Freddy Eusébio Gustavo Rincón Valencia (Buenaventura, 1966. augusztus 14. – Cali, 2022. április 13.) kolumbiai válogatott labdarúgó, edző.
A kolumbiai válogatott tagjaként részt vett az 1990-es, az 1994-es és az 1998-as világbajnokságon, illetve az 1991-es, az 1993-as és az 1995-ös Copa Américán.

## Sikerei, díjai
América de Cali
- Kolumbiai bajnok (2): 1990, 1992

Palmeiras
- Brazil bajnok (1): 1994
- Campeonato Paulista (1): 1994

Corinthians
- Brazil bajnok (2): 1998, 1999
- Campeonato Paulista (1): 1999
- FIFA-klubvilágbajnok (1): 2000

Kolumbia
- Copa América bronzérmes (2): 1993, 1995